# Batzdorf (Klipphausen)

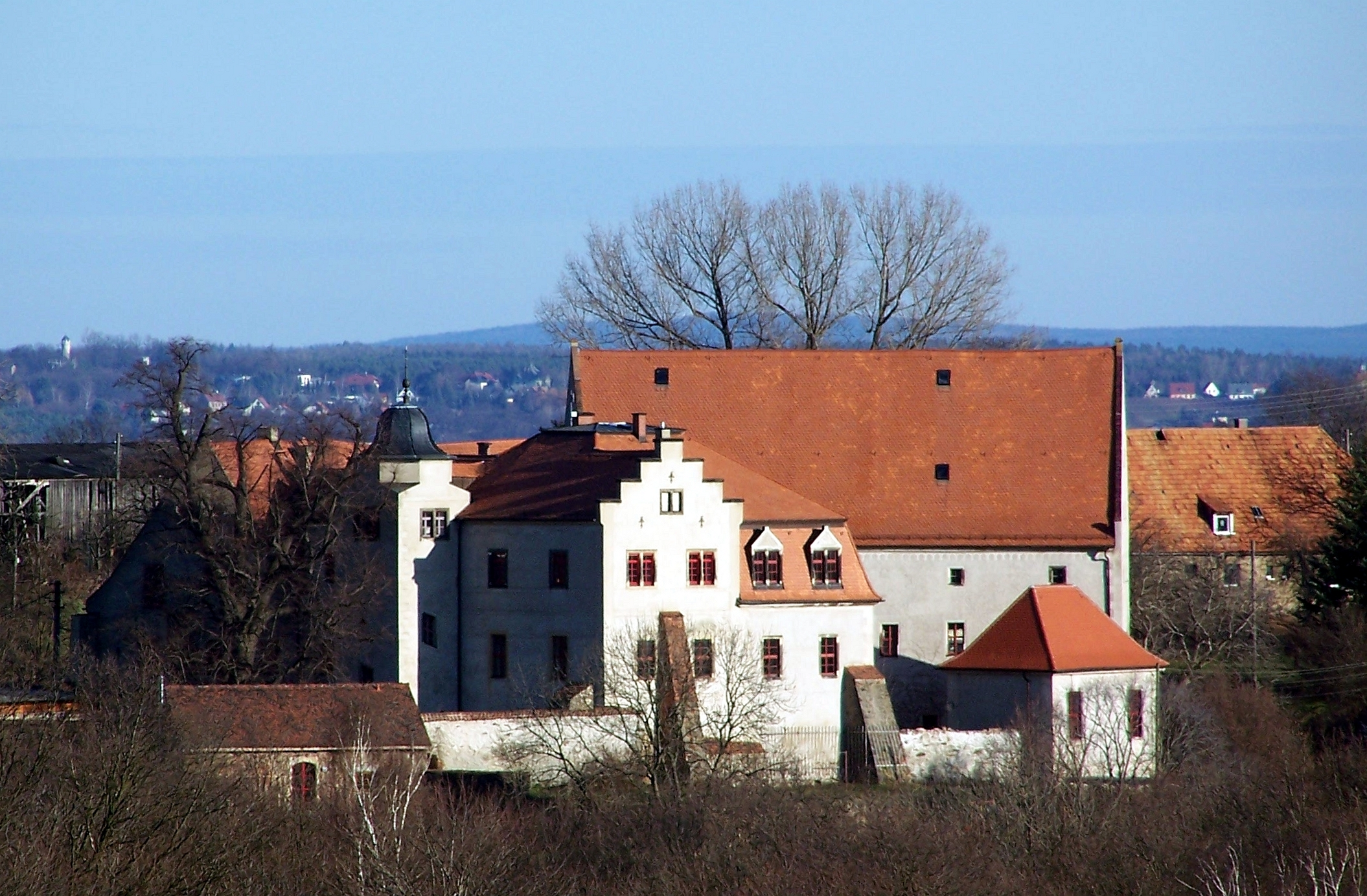
Schloss Batzdorf

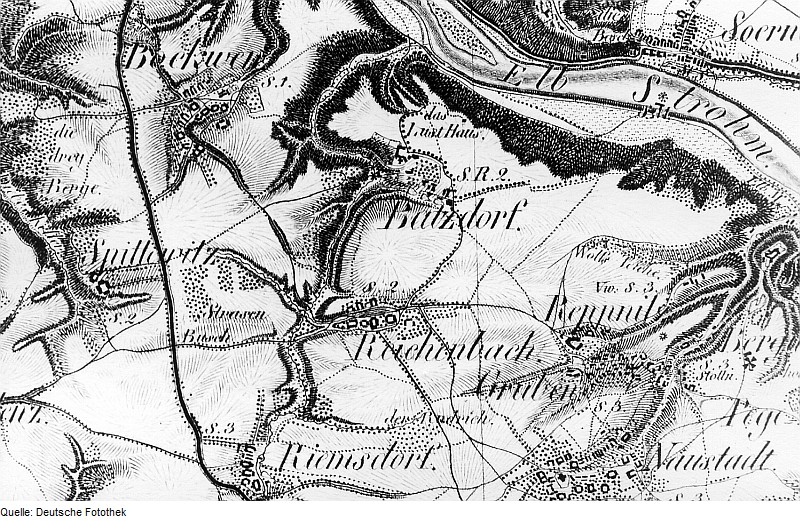
Batzdorf auf einer Karte aus dem 19. Jahrhundert

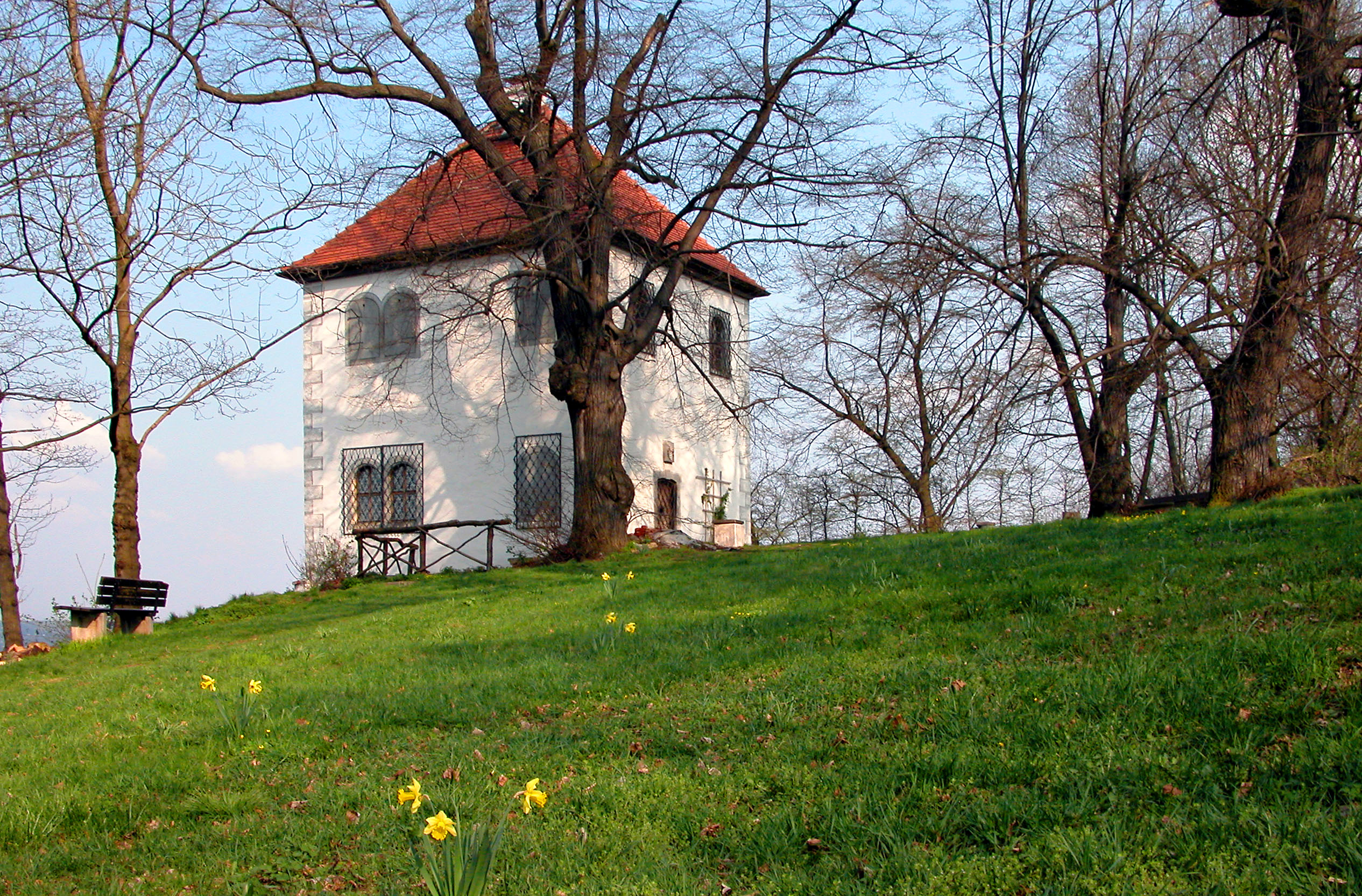
Totenhäuschen – ein Garten- und Lusthaus

Batzdorf ist ein Ortsteil in der Gemeinde Klipphausen im Landkreis Meißen, Sachsen.

## Geographie
Batzdorf liegt zwischen Meißen und Dresden im Meißner Hochland. Es befindet sich am Rand des vom Riemsdorfer Wasser durchflossenen Rehbocktals und des Durchbruchstals der Elbe durch das Spaargebirge. Das Dorf ist umgeben von Meißen im Norden, Bockwen im Westen, Reichenbach im Süden, Scharfenberg und Reppnitz im Südosten sowie Reppina und dem Coswiger Ortsteil Sörnewitz im Osten.

## Geschichte
Erstmals urkundlich erwähnt wurde Batzdorf 1272 als Namensbestandteil eines „Heinricus de Batensdorph“. Der Ortsname wandelte sich im Laufe der Jahrhunderte über „Batanstorf“, „Bothensdorph“, „Batilsdorf“, „Watzdorff“ und „Baxdorff“ hin zur heutigen Form. Verwaltet wurde das Dorf vom Erbamt Meißen. Die Grundherrschaft übten ab 1437 Angehörige des Adelsgeschlechts von Miltitz als Herren von Schloss Batzdorf aus. Als um dieses Rittergut entstandene Gutssiedlung verfügte Batzdorf im Jahr 1900 über eine 195 Hektar große Gutsblockflur; der letzte Besitzer Karl Hermann Freiherr von Friesen-Miltitz wurde 1945 enteignet. Am 1. Juli 1950 erfolgte Batzdorfs Eingemeindung nach Scharfenberg, das am 1. Januar 1999 wiederum Klipphausen zugeschlagen wurde.

### Einwohnerentwicklung
| Jahr | Einwohner                    |
| ---- | ---------------------------- |
| 1551 | 5 besessene Mann, 1 Inwohner |
| 1764 | 5 besessene Mann, 2 Häusler  |
| 1834 | 89                           |
| 1871 | 100                          |
| 1890 | 115                          |
| 1910 | 94                           |
| 1925 | 101                          |
| 1939 | 91                           |
| 1946 | 123                          |
| 1950 | siehe Scharfenberg           |

## Schloss und weitere Kulturdenkmale

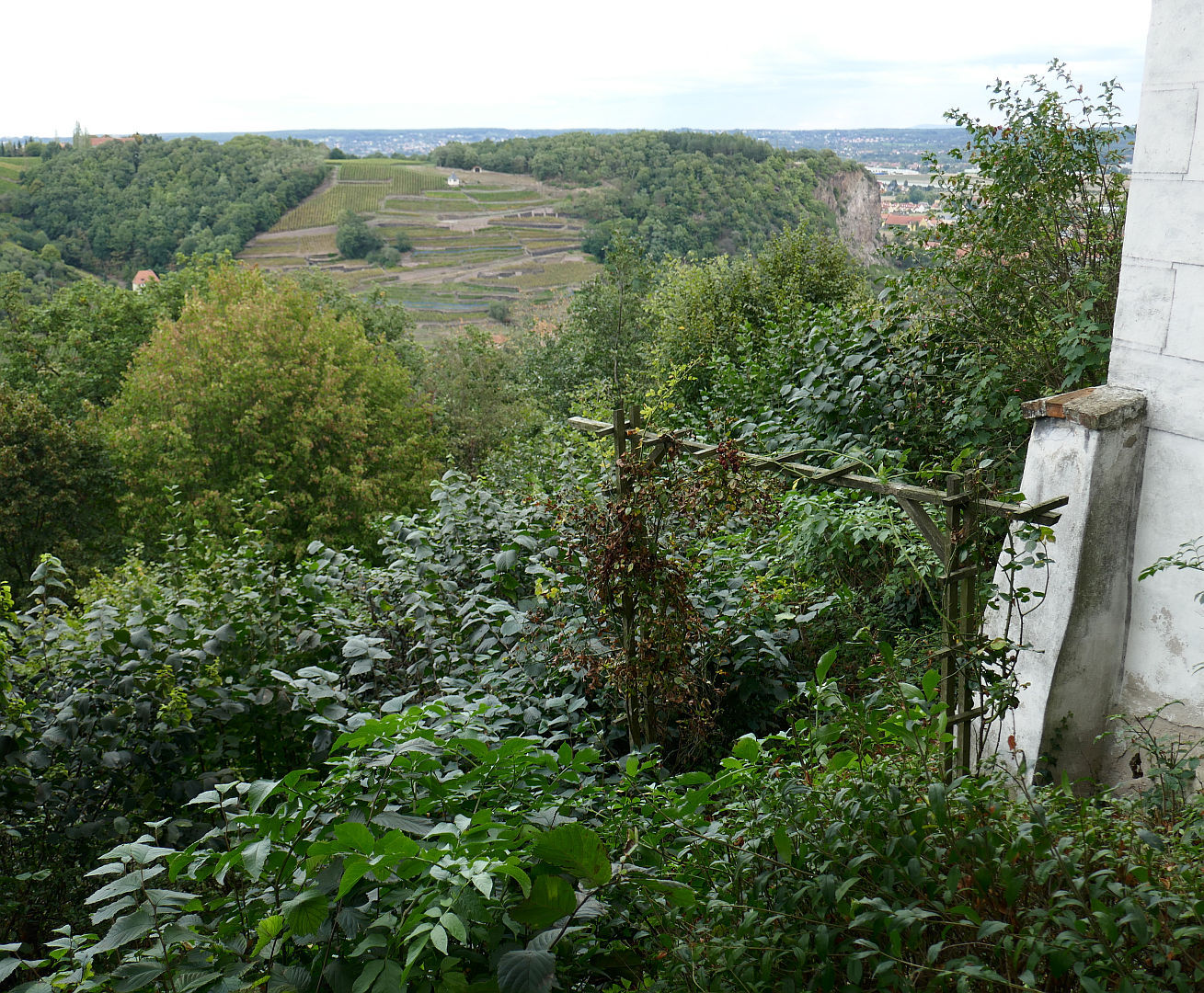
Blick vom Totenhäuschen zur Bosel

Der Kern von Schloss Batzdorf geht auf die romanische Architektur zurück. Durch bauliche Veränderungen bietet sich heute ein Bild aus dem 16. und 17. Jahrhundert. Wichtige Teile der verwinkelten Schlossanlage sind das Herrenhaus, der Saalbau und die Kapelle. Das Schloss gehörte von 1437 bis 1880 den Freiherren von Miltitz, danach durch Heirat den Freiherren von Friesen-Miltitz bis zur Enteignung durch die Bodenreform 1945. Das Schloss befindet sich heute im Besitz des Vereins „Schloß Batzdorf e. V.“ und ist bekannt als Herkunftsort der Batzdorfer Hofkapelle, die hier seit 1993 alljährlich die Batzdorfer Barockfestspiele veranstaltet. Große Teile des Schlosses sind zu Wohnzwecken ausgebaut, hier wohnt unter anderem der Schauspieler Tom Quaas.
Auch das am Elbleitenweg stehende Totenhäuschen, ein Weinberghaus mit umgebendem Lindenhain, ist Eigentum des Vereins. Von dem Häuschen hat man einen guten Blick auf die Deutsche Bosel auf der rechten Elbseite.
Neben dem Schloss sind noch mehrere weitere Gebäude im Ort als Kulturdenkmal geschützt (siehe Liste der Kulturdenkmale in Batzdorf).